# Convento de Jesús Nazareno (Mérida)
El convento de Jesús Nazareno fue erigido en el entorno de la Iglesia de Santiago, hoy desaparecida, por la Orden Hospitalaria de Jesús Nazareno. El edificio fue concebido como convento-hospital. Actualmente sus instalaciones acogen el Parador Nacional de Turismo Vía de la Plata.

## Historia
El convento se fundó en 1724 para instalar en él un hospital de convalecientes pobres a cargo de los hermanos de la Orden Hospitalaria de Jesús Nazareno. Su construcción comienza en 1725 y, aunque en 1734 empieza ya a funcionar como institución hospitalaria, vuelven a efectuarse obras de ampliación y reformas a comienzos de la segunda mitad del siglo XVIII. 
Desamortizado en el s. XIX, pasó a formar parte del patrimonio de la ciudad, destinándose, principalmente, para acoger la cárcel del Partido Judicial de Mérida. Desde 1933 se viene utilizando como Parador Nacional de Turismo.

## Arte
El edificio conserva, aunque con alguna transformación, todas las partes que lo componían: iglesia, claustro, enfermería, área de celdas y huerta, ahora jardín de antigüedades. Su fachada principal de orienta hacia la plaza de la Constitución. En sus orígenes contaba con dos puertas similares.